# Sebastian Neidhart
Sebastian Neidhart (* 1496 in Ulm; † 19. Juli 1554) war ein bedeutender Augsburger Kaufmann.

## Leben und Werk
Seine Eltern waren der Ulmer Bürgermeister Matthäus Neidhart (* um 1465 in Ulm; † 1537) und Magdalena, geb. Krafft (* um 1460). Sein Vater war zudem Städtehauptmann des Schwäbischen Bundes.
Am 5. August 1513 heiratete er in Augsburg Helena, die Tochter von Christoph Herwart († 1529). Damit erwarb er das Bürgerrecht zu Augsburg. Nachdem er 1530 mit Karl V. einen Kreditvertrag in Höhe von 40.000 Dukaten abgeschlossen hatte, wurde er zu einem der wichtigsten Geldgeber der Habsburger.
Er beteiligte sich danach an mehreren spektakulären Unternehmungen in Spanisch-Amerika. 1535 rüstete er gemeinsam mit dem Nürnberger Jakob Welser ein Schiff der Flotte aus, die der Konquistador Pedro de Mendoza an die Mündung des Río de la Plata führte. Zwei Jahre später erwarb er Rechte an den Perlenbänken der Insel Cubagua vor Venezuela und stieg gemeinsam mit dem in Sevilla lebenden deutschen Kaufmann Lazarus Nürnberger in den Silberbergbau im mexikanischen Zultepeque ein.
Im Jahre 1538 wurde er ins Patriziat seiner Heimatstadt aufgenommen.